# World’s Strongest Man
«Самый сильный человек планеты» — соревнование по силовой атлетике, которое описывается рядом авторитетных источников как главное состязательное событие в своей категории. Организовываемое TWI, подразделением компании IMG Media, соревнование транслируется примерно в конце декабря каждого года. Спортсмены, которые принимают участие в состязаниях, определяются после серии национальных или международных соревнований. Тридцать участников соревнуются на протяжении пяти туров состязания, первые два победителя каждой части состязания попадают в финал. В общей сложности в финал попадает 10 человек.
Спонсором мероприятия в настоящее время выступает SBD.

## История

### 1970—1980-е годы
Концепция «Самых сильных людей планеты» (так первоначально называлось шоу) была разработана в 1977 году для телесети CBS шотландцем Дэвидом Вебстером из «Langstar Inc.», который был главным координатором проекта с момента его зарождения, а позже получил Орден Британской империи за заслуги в области спорта. Доктор Дуглас Эдмандс, семикратный чемпион Шотландии по метанию диска и толканию ядра, а также дважды чемпион мира, работал с Вебстером и занял его место, когда Дэвид ушел в отставку. Эти два человека были ответственны за отбор участников и выбор событий. В 1982 году сеть CBS продала права BBC, а этот канал, в свою очередь, продал права TWI. В 1987 году соревнования ССЧП не проводились один-единственный раз за всю историю проведения состязания. В том же году было проведено первое и единственное некомандное соревнование «Чистая сила», которое не является частью франшизы ССЧП.

### 1990—2000-е годы
В 1995 году Эдмандс и Вебстер, вместе с участниками соревнований, в том числе с Джейми Ривзом, Илккой Киннуненом и Марселем Мостертом, сформировали руководящий орган под названием Международная федерация силовых атлетов («МФСА»). МФСА начала организовывать свои события, такие, как чемпионаты Европы по версии МФСА, а также взяла на себя инициативу в сотрудничестве с BBC и TWI для организации соревнований «Самый сильный человек планеты». В течение почти десяти лет МФСА и ССЧП были неразрывно связаны, но ситуация изменилась в 2004 году. InvestGroup Sports Management инвестировала значительные средства в МФСА. Стратегия заключалась в приобретении большей части международных активов и имущества, относящихся к силовому спорту. В сущности, это была новая организация, которую Магнус Самуэльсон охарактеризовал как «новую компанию… с тем же именем, что и у нашей прежней организации». Попытка доминирования не была хорошо воспринята сетью TWI, и разногласия привели к расколу в спорте. Ранее, в 2001 году МФСА в своем прежнем составе заключил соглашение с World Class Events (WCE) во главе с Ульфом Бенгтссоном, чтобы запустить суперсерию. Суперсерия была организована с целью присуждения звания чемпиона мира, а также служила в качестве подтверждения квалификации для ССЧП. После раскола 2004 года Суперсерия при поддержке TWI сформировала конкурирующую по отношению к МФСА организацию. ССЧП — событие, правами на которое обладает TWI, в связи с чем холдинг МФСА анонсировал свой собственный чемпионат мира в 2005 году, который состоялся в Квебеке и не имеет никакого отношения к ССЧП.
Раскол с МФСА, которая запретила своим спортсменам участвовать в ССЧП, означал, что не все признанные лучшими в мире силовые атлеты имеют право принимать участие в соревнованиях. Тем не менее, репутация ССЧП как главного состязательного события позволила сохранить за собой право транслироваться в эфире. В последние годы соревнования транслировались по ESPN, ESPN2 и Five. Долголетие соревнований в силовой атлетике и высокие рейтинги на телевидении на протяжении многих лет привело к тому, что эти соревнования стали называть «праотцом всех силовых состязаний». ССЧП был подвергнут критике в последние годы за его уход в сторону освещения атлетизма вместо грубой физической силы в отличие от других соревнований, в которых акцент делается на последнем из двух, таких как Арнольд Стронгмен Классик или Fortissimus. Тем не менее, ССЧП описывается как «мировое состязание» самими соревнующимися и, несмотря на критику является ведущим брендом в своей области. Ни один другой конкурс по силовой атлетике по уровню не приблизился к уровню освещенности ССЧП на телевидении.
В 2006 году соревнование закончилось драматично: Фил Пфистер вытеснил Мариуша Пудзяновского в финальном упражнении «Камни Атласа». Пфистер стал первым американцем, выигравшим соревнование с 1982 года и единственным (до Брайана Шоу) американцем, который выиграл соревнование за пределами США.
В 2008 году местный дебютант Дерек Паундстоун был в большом отрыве от Мариуша Пудзяновского по результатам 3-х упражнений, но Пудзяновский сравнял счет на становой тяге, а затем выиграл решающее соревнование по перетаскиванию самолета, чтобы сократить разрыв. Потом Пудзяновский и Паундстоун боролись за звание самого сильного человека планеты в последнем упражнении «Камни Атласа». Пудзяновский был в состоянии угнаться за более тяжелым Паундстоуном. На последнем камне Пудзяновский смог извлечь выгоду из падения камня из рук Паундстоуна и завоевал свой пятый титул.

## Формат соревнований и наиболее часто проводимые упражнения

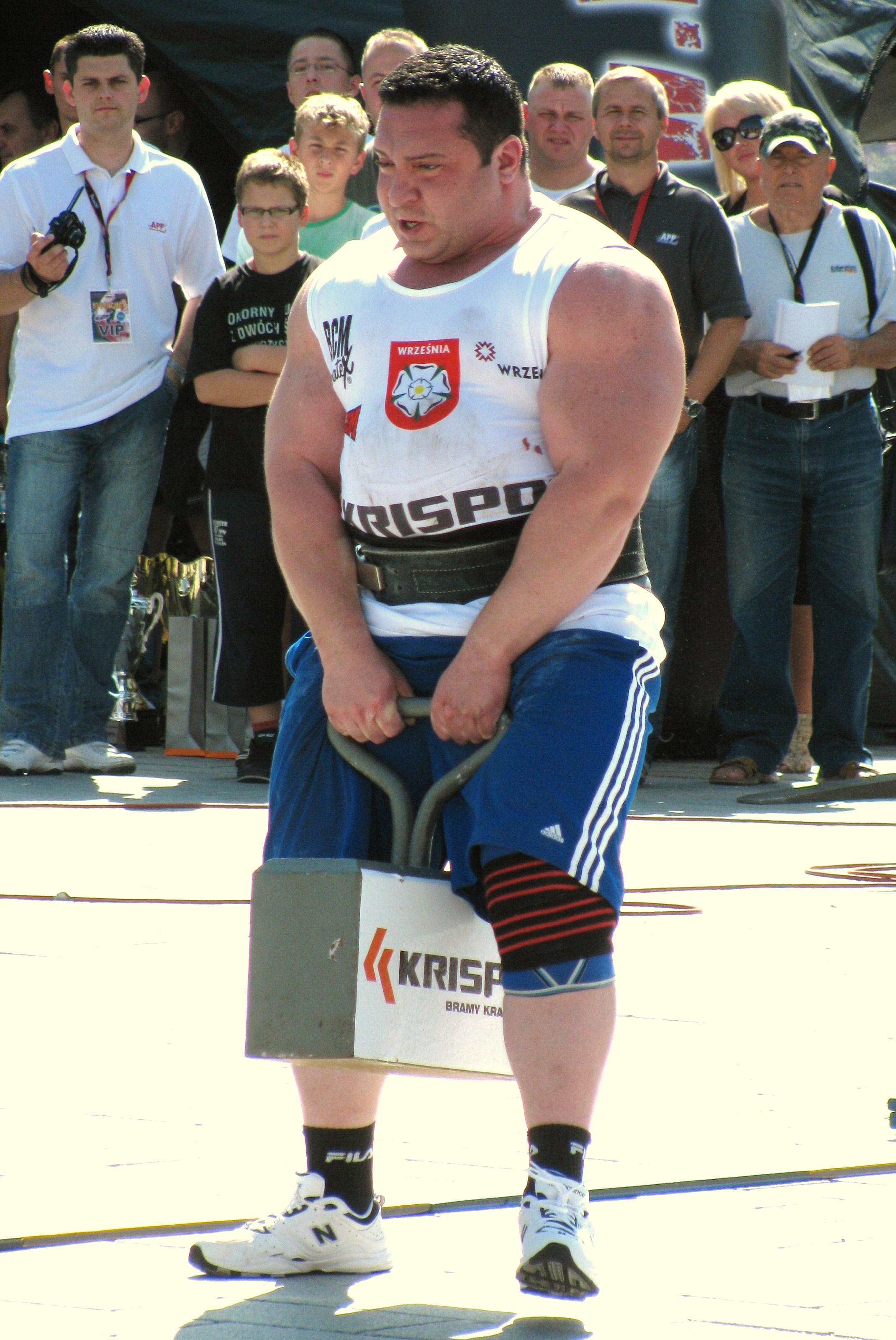
Утиная ходьба

Первоначально восемь человек, представляющих различные спортивные и силовые дисциплины приглашались, чтобы посоревноваться между собой в уникальных упражнениях, предназначенных для испытания возможностей каждого человека в полной мере. Самые ранние соревнования были довольно сырыми, слабо продуманными и за эти годы появились новые идеи. Некоторые соревнования имели в своей основе элементы из пауэрлифтинга и Игр горцев, а другие были созданы на основе мифологических подвигов. Набор упражнений на каждом турнире изменяется в целях предотвращения приоритета определенного упражнения для кого-нибудь из спортсменов.
- Гонка по загрузке — пять тяжёлых предметов весом 220—360 фунтов (100—164 кг) загружают в грузовик или на аналогичную платформу, расположенную на расстоянии в 50 футов (15 метров) от первоначального местонахождения камней.
- Камни Атласа — пять массивных круглых камней весом 220—352 фунтов (100—160 кг) помещают на вершине высокой платформы, начиная с наименьшего по весу камня и заканчивая наибольшим. Длина располагаемых в ряд камней составляет примерно 16 — 33 футов (5 — 10 м), а варианты их размещения выглядят следующим образом: пять камней помещаются непосредственно перед платформами; пять камней помещаются вдали от платформ, и конкуренты несут их к платформе; платформы располагают в одну линию на одном уровне с камнем перед каждой из них. В соревнованиях последних лет это упражнение стало последним.[8]
- Тяга грузовика/самолета — транспортные средства, такие как транспортные грузовые автомобили, трамваи, вагоны, автобусы и самолеты тянут на протяжении 100 футов вручную как можно быстрее. Кроме того, транспортные средства можно тянуть, будучи обвязанным ремнем вокруг плеч.[9] В 2007 году конкурс запомнился перетаскиванием пожарной машины (возможно, дань уважения чемпиону 2006 года Филу Пфистеру, профессиональному пожарному), а в 2008 году — грузовика с углем (отсылка к угольной промышленности Западной Вирджинии, где проводился конкурс в тот год).
- Лог-лифт — спортсмен выполняет жим бревна на максимальный вес, либо на многократное количество повторений с определенным весом.[10]
- Пальцы Фингала/Финн Мак Кумала — спортсмены опрокидывают тяжелые столбы («пальцы»), одной стороной прикрепленные к земле через ось. Спортсмен поднимает лежащий столб за его свободный конец, ставит «на попа» и опрокидывает на другую сторону. Свободный конец столба при этом описывает дугу. Мероприятие берет своё название у Финн Мак Кумала, мифологического гэльского воина-охотника.[11]
- Силовая лестница/Ступени силы — три гири наподобие тех, что используются в упражнении Утиная ходьба, с весом в пределах 400—600 фунтов (180—270 кг) перемещаются шаг за шагом к вершине лестницы.
- Приседания — осуществляются на максимальный вес, на максимальное число повторений с фиксированным весом либо на число повторений с растущим весом.[12]
- Становая тяга — осуществляется на максимальный вес, на максимальное число повторений с фиксированным весом, на число повторений с растущим весом либо удержание на время одного повторения.[13][14]
- Метание бочонков — участники соревнований перекидывают бочонки, вес которых постепенно увеличивается, через планку высотой 14 футов 6 дюймов (4,42 м).
- Колонны Геракла/Геркулеса — спортсмен стоит между двумя разведёнными в разные стороны столбами, сжимая ручки, прикрепленные к ним, и тем самым предотвращается их падение. Колонны удерживаются на протяжении максимально возможного времени.[15]
- Перенос и влачение — два груза перетаскиваются в конец установленной дистанции. После этого якорь и цепь возвращают на изначальное местоположение путём преодоления того же расстояния. С учетом усталости спортсменов по результатам преодоления дистанции в один конец путь обратно дается им уже с трудом, и грузы они тащат чуть ли не волоком, отсюда и название этого конкурса.[16]
- Прогулка фермера — участники соревнований несут тяжелые предметы весом 275—375 фунтов (125—170 кг) в каждой руке на протяжении определенной дистанции, стараясь выполнить задание за максимально короткое время. Один из вариантов выполнения задания предполагает использование тяжелой рамы с параллельно расположенными рукоятками.[17]
- Прогулка с ярмом/Перенос холодильника/Супер-йок/Коромысло — ярмо состоит из перекладины и двух взвешенных стоек, которую переносят на плечах на определенное расстояние.[18]
- Камень Хусафеля — плоский, треугольный формы камень весом около 400 фунтов (180 кг) переносят на протяжении определенной дистанции. На протяжении трех лет, когда соревнования проходили в Африке, это задание было известно как Камень Африки.[19]
- Утиная ходьба — 400-фунтовая (180 кг) гиря проносится участником в подвешенном состоянии между ног по определенному курсу.
- Бросок бревна/Бросок шеста — пятиметровое бревно бросают на расстояние или на длину за обозначенной отметкой.
- Перетягивание каната — перетягивание каната один на один в отборочном турнире. Первое время данное упражнение было финальным.
- Пуш-пулл — два спортсмена толкают столб, на обоих концах которого имеются ручки, на территории арены в стиле сумо для выявления победителя.
- Распятие — спортсмены держат грузы на вытянутых руках на протяжении как можно более длительного времени.
- Жим гигантской гантели — одноручные гантели с толстой ручкой поднимаются с земли на плечо, после чего соревнующийся должен поднять их вертикально над головой и зафиксировать положение руки. Вес гантелей колеблется в пределах 220—255 фунтов (100—115 кг), а число получаемых очков зависит от времени и количества успешных повторений упражнения.

## Официальные результаты — призовые места
| Год  | Победитель             | Второе место           | Третье место           | Четвёртое место         | Место проведения соревнований |
| ---- | ---------------------- | ---------------------- | ---------------------- | ----------------------- | ----------------------------- |
| 2024 | Том Столтман           | Митчелл Хупер          | Эван Синглтон          | Мэтью Рэгг              | Мертл-Бич                     |
| 2023 | Митчелл Хупер          | Том Столтман           | Алексей Новиков        | Трей Митчелл            | Мертл-Бич                     |
| 2022 | Том Столтман           | Мартинс Лицис          | Алексей Новиков        | Брайан Шоу              | Сакраменто                    |
| 2021 | Том Столтман           | Брайан Шоу             | Максим Будро           | Трей Митчелл            | Сакраменто                    |
| 2020 | Алексей Новиков        | Том Столтман           | Жан-Франсуа Карон      | Джерри Притчетт         | Брейдентон                    |
| 2019 | Мартинс Лицис          | Матеуш Килишковский    | Хафтор Бьёрнссон       | Жан-Франсуа Карон       | Брейдентон                    |
| 2018 | Хафтор Бьёрнссон       | Матеуш Килишковский    | Брайан Шоу             | Мартинс Лицис           | Манила                        |
| 2017 | Эдди Холл              | Хафтор Бьёрнссон       | Брайан Шоу             | Мартинс Лицис           | Габороне                      |
| 2016 | Брайан Шоу             | Хафтор Бьёрнссон       | Эдди Холл              | Константин Джанашия     | Касане                        |
| 2015 | Брайан Шоу             | Жидрунас Савицкас      | Хафтор Бьёрнссон       | Эдди Холл               | Путраджая                     |
| 2014 | Жидрунас Савицкас      | Хафтор Бьёрнссон       | Брайан Шоу             | Майк Берк               | Лос-Анджелес                  |
| 2013 | Брайан Шоу             | Жидрунас Савицкас      | Хафтор Бьёрнссон       | Майк Дженкинс           | Лос-Анджелес                  |
| 2012 | Жидрунас Савицкас      | Витаутас Лалас         | Хафтор Бьёрнссон       | Брайан Шоу              | Лос-Анджелес                  |
| 2011 | Брайан Шоу             | Жидрунас Савицкас      | Терри Холландс         | Лоуренс Шахлай          | Вингейт                       |
| 2010 | Жидрунас Савицкас      | Брайан Шоу             | Михаил Кокляев         | Стефан Сельви Петурссон | Сан-Сити                      |
| 2009 | Жидрунас Савицкас      | Мариуш Пудзяновский    | Брайан Шоу             | Дерек Паундстоун        | Валлетта                      |
| 2008 | Мариуш Пудзяновский    | Дерек Паундстоун       | Дэйв Остланд           | Фил Пфистер             | Чарлстон                      |
| 2007 | Мариуш Пудзяновский    | Себастьян Вента        | Терри Холландс         | Фил Пфистер             | Анахайм                       |
| 2006 | Фил Пфистер            | Мариуш Пудзяновский    | Дон Поуп               | Марк Феликс             | Санья                         |
| 2005 | Мариуш Пудзяновский    | Джесси Марунде         | Доминик Филиу          | Ярек Даймек             | Чэнду                         |
| 2004 | Василий Вирастюк       | Жидрунас Савицкас      | Магнус Самуэльсон      | Раймондс Бергманис      | Нассау                        |
| 2003 | Мариуш Пудзяновский    | Жидрунас Савицкас      | Василий Вирастюк       | Магнус Самуэльсон       | Водопад Виктория              |
| 2002 | Мариуш Пудзяновский    | Жидрунас Савицкас      | Раймондс Бергманис     | Джонни Перри            | Куала-Лумпур                  |
| 2001 | Свенд Карлсен          | Магнус Самуэльсон      | Янне Виртанен          | Фил Пфистер             | Водопад Виктория              |
| 2000 | Янне Виртанен          | Свенд Карлсен          | Магнус Самуэльсон      | Мариуш Пудзяновский     | Сан-Сити                      |
| 1999 | Йоуко Ахола            | Янне Виртанен          | Свенд Карлсен          | Хьюго Жирар             | Валлетта                      |
| 1998 | Магнус Самуэльсон      | Йоуко Ахола            | Воут Зеулстра          | Фил Пфистер             | Танжер                        |
| 1997 | Йоуко Ахола            | Флемминг Расмуссен     | Магнус Самуэльсон      | Торфи Олафссон          | Отель Primm Valley Resort     |
| 1996 | Магнус Вер Магнуссон   | Рику Кёри              | Джеррит Бендерхорст    | Флемминг Расмуссен      | Порт-Луи                      |
| 1995 | Магнус Вер Магнуссон   | Джеррит Бендерхорст    | Марко Варалати         | Хайнц Оллеш             | Нассау                        |
| 1994 | Магнус Вер Магнуссон   | Манфред Хёберл         | Рику Кёри              | Джеррит Бендерхорст     | Сан-Сити                      |
| 1993 | Гэри Тейлор            | Магнус Вер Магнуссон   | Рику Кёри              | Манфред Хёберл          | Париж                         |
| 1992 | Тед ван дер Парре      | Магнус Вер Магнуссон   | Джейми Ривз            | Джеррит Бендерхорст     | Рейкьявик                     |
| 1991 | Магнус Вер Магнуссон   | Хеннинг Торсен         | Гэри Тейлор            | Тед ван дер Парре       | Тенерифе                      |
| 1990 | Йоун Паудль Сигмарссон | О.Д. Уилсон            | Илкка Нуммисто         | Хеннинг Торсен          | Йоэнсуу                       |
| 1989 | Джейми Ривз            | Аб Волдерс             | Йоун Паудль Сигмарссон | Билл Казмайер           | Сан-Себастьян                 |
| 1988 | Йоун Паудль Сигмарссон | Билл Казмайер          | Джейми Ривз            | Аб Волдерс              | Будапешт                      |
| 1986 | Йоун Паудль Сигмарссон | Джефф Кейпс            | Аб Волдерс             | Дан Маркович            | Ницца                         |
| 1985 | Джефф Кейпс            | Йоун Паудль Сигмарссон | Сес де Вреюгд          | Джордж Хечтер           | Кашкайш                       |
| 1984 | Йоун Паудль Сигмарссон | Аб Волдерс             | Джефф Кейпс            | Рудольф Кюстер          | Мура                          |
| 1983 | Джефф Кейпс            | Йоун Паудль Сигмарссон | Саймон Валфс           | Том Маги                | Крайстчерч                    |
| 1982 | Билл Казмайер          | Том Маги               | Джон Гэмбл             | Джефф Кейпс             | Волшебная гора                |
| 1981 | Билл Казмайер          | Джефф Кейпс            | Дейв Уоддингтон        | Джерри Ханнан           | Волшебная гора                |
| 1980 | Билл Казмайер          | Ларс Хедлунд           | Джефф Кейпс            | Бишоп Долегевич         | Ньюарк                        |
| 1979 | Дон Рейнхаут           | Ларс Хедлунд           | Билл Казмайер          | Джон Колб               | Universal Studios             |
| 1978 | Брюс Вильгельм         | Дон Рейнхаут           | Ларс Хедлунд           | Джон Колб               | Universal Studios             |
| 1977 | Брюс Вильгельм         | Боб Йанг               | Кен Патера             | Лу Ферриньо             | Universal Studios             |

Примечание
В 1987 году ССЧП не проводился единственный раз с момента основания соревнований. В том же году было проведено первое и единственное командное состязание Чистая сила. Несмотря на то, что эти соревнования не являются частью франшизы ССЧП, некоторые комментаторы рассматривают их в качестве замены ССЧП в том году, ведь в них приняли участие Билл Казмайер, Джефф Кейпс и Йоун Паудль Сигмарссон, которые в общей сложности выиграли в ССЧП девять раз. Кейпс получил травму во время соревнования, а Сигмарссон доминировал, выигрывая в целом. Тем не менее, эта победа не входит в его общий зачёт.

## Первенство по странам
| Место | Страна         | Золото | Серебро | Бронза | Всего |
| 1     | США            | 12     | 8       | 10     | 30    |
| 2     | Исландия       | 9      | 7       | 5      | 21    |
| 4     | Великобритания | 7      | 3       | 8      | 17    |
| 3     | Польша         | 5      | 5       | 0      | 10    |
| 5     | Литва          | 4      | 7       | 0      | 11    |
| 6     | Финляндия      | 3      | 3       | 5      | 11    |
| 7     | Украина        | 2      | 0       | 3      | 5     |
| 8     | Швеция         | 1      | 3       | 4      | 8     |
| 9     | Нидерланды     | 1      | 2       | 4      | 7     |
| 10    | Норвегия       | 1      | 1       | 1      | 3     |
| 11    | Канада         | 1      | 1       | 3      | 3     |
| 12    | Дания          | 0      | 2       | 0      | 2     |
| 13    | ЮАР            | 0      | 1       | 1      | 2     |
| 14    | Австрия        | 0      | 1       | 0      | 1     |
| 15    | Россия         | 0      | 0       | 1      | 1     |
| 16    | Латвия         | 0      | 0       | 1      | 1     |

Все перечисленные страны: Австралия, Болгария, Эстония, Фарерские острова, Фиджи, Франция, Германия, Гренада, Грузия, Венгрия, Израиль, Иран, Италия, Кения, Намибия, Новая Зеландия, Нигерия, Сербия, Самоа и Словения — занимали места в десятке лидеров, но никогда не выигрывали медалей.

## Многократные чемпионы
| Чемпион                | Число побед |
| ---------------------- | ----------- |
| Мариуш Пудзяновский    | 5           |
| Йоун Паудль Сигмарссон | 4           |
| Магнус Вер Магнуссон   | 4           |
| Жидрунас Савицкас      | 4           |
| Брайан Шоу             | 4           |
| Билл Казмайер          | 3           |
| Том Столтман           | 3           |
| Йоуко Ахола            | 2           |
| Брюс Вильгельм         | 2           |
| Джефф Кейпс            | 2           |

## Зал славы
Зал славы ССЧП был основан в 2008 году с целью выразить признание наиболее достойным участникам соревнований за всю их историю существования. По состоянию на 2020 год в Зале славы числятся 7 участников: Мариуш Пудзяновский, Свенд Карлсен, Йоун Паудль Сигмарссон, Билл Казмайер, Магнус Вер Магнуссон и Магнус Самуэльсон. Официальный веб-сайт ССЧП проводит онлайн-голосование, чтобы определить, кто будет занесен в список Зала славы по результатам голосования фанатов.